# Hybolasiopsis abnormalis
Hybolasiopsis abnormalis är en skalbaggsart som först beskrevs av Sharp 1903.  Hybolasiopsis abnormalis ingår i släktet Hybolasiopsis och familjen långhorningar. Inga underarter finns listade i Catalogue of Life.